# Bataille de l'Hallue
Pour les articles homonymes, voir Hallue (homonymie).
Guerre franco-prussienne de 1870
Batailles
- Chronologie de la guerre franco-prussienne de 1870
- Sarrebruck (08-1870)
- Wissembourg (08-1870)
- Forbach-Spicheren (08-1870)
- Wœrth (08-1870)
- Bitche (08-1870)
- Phalsbourg (08-1870)
- Borny-Colombey (08-1870)
- Strasbourg (08-1870)
- Mars-la-Tour (08-1870)
- Toul (08-1870)
- Gravelotte (08-1870)
- Metz (08-1870)
- Nouart (08-1870)
- Beaumont (08-1870)
- Noisseville (08-1870)
- Sedan (08-1870)
- Montmédy (09-1870)
- Soissons (09-1870)
- Siège de Paris et chronologie du siège (09-1870)
- Nompatelize (10-1870)
- Bellevue (10-1870)
- Châtillon (10-1870
- Châteaudun (10-1870)
- Buzenval (10-1870)
- Bourget (10-1870)
- Dijon (10-1870)
- Belfort (11-1870)
- La Fère (11-1870)
- Langres (11-1870)
- Bouvet et Meteor (navale) (11-1870)
- Coulmiers (11-1870)
- Thionville (11-1870)
- Châtillon-sur-Seine (11-1870)
- Villers-Bretonneux (11-1870)
- Beaune-la-Rolande (11-1870)
- Champigny (11-1870)
- Orléans (12-1870)
- Loigny (12-1870)
- Châteauneuf (12-1870)
- Beaugency (12-1870)
- Longeau (12-1870)
- l’Hallue (12-1870)
- Siège de Péronne (1871)
- Bapaume (01-1871)
- Villersexel (01-1871)
- Le Mans (01-1871)
- Héricourt (01-1871)
- Saint-Quentin (01-1871)
- Buzenval (01-1871)

La bataille de l'Hallue, également appelée bataille de Pont-Noyelles, se déroula les 23 et 24 décembre 1870, à proximité de l'Hallue, affluent de la rive droite de la Somme, durant   la guerre franco-prussienne de 1870. Son issue fut indécise.
La bataille opposa 40 000 soldats français du général Faidherbe aux 22 500 prussiens d'Edwin Freiherr von Manteuffel. 

Les Français subirent de lourdes pertes dans le village devant leurs positions. Cependant, les Prussiens furent incapables de se maintenir sur les hauteurs qu'ils contrôlaient. Après que leur attaque fut repoussée, les Français continuèrent à lancer des offensives, mais sans résultat décisif. Un millier de soldats français furent tués, et 1 300 capturés. Environ 927 Prussiens furent tués ou blessés.

## Contexte historique
Depuis le 19 juillet 1870, date du début de la guerre, l'armée française subissait une série de défaites qui aboutirent à la capitulation de l'empereur Napoléon III à Sedan, le 2 septembre 1870. La république fut proclamée le 4 septembre et le Gouvernement de la Défense nationale décida de continuer la guerre pensant parvenir à rétablir la situation. Le 17 septembre, le siège de Paris débuta.
Le maréchal Bazaine, assiégé dans Metz depuis le 20 août, capitula le 28 octobre libérant de ce fait la Ire armée allemande qui put poursuivre sa marche par l'Oise et la Somme, entre Compiègne et Saint-Quentin. Cette force de 43 000 hommes et 180 bouches à feu était dirigée par le général de Manteuffel qui avait reçu mission d'occuper Amiens, puis de marcher vers Rouen afin d'accroître le glacis protégeant la zone de blocus de la capitale et de tenir en respect les troupes françaises.
Cependant, Léon Gambetta, réfugié à Tours réorganisa les armées. L'Armée du Nord fut créée le 18 novembre 1870 et le 5 décembre le général Faidherbe était nommé à sa tête.
Après les combats de Villers-Bretonneux le 27 novembre 1870 et l'occupation d'Amiens par l'armée prussienne, l'Armée du Nord, qui s'était repliée au-delà de Doullens et de Bapaume, se reconstitua et s'organisa. Elle reçut des renforts, ce qui permit de former trois divisions.
Le général Faidherbe, nouvellement investi du commandement de cette armée, arriva à Lille le 3 décembre et donna aussitôt ses directives et instructions. Il envoya le général Lecointe vers Saint-Quentin avec mission d'agir sur la Haute-Somme. Quatre bataillons dont un de chasseurs, et une batterie de quatre réussirent le 9 décembre à s'emparer de Ham et de sa forteresse. Faidherbe, qui s'était rendu sur place, décida de se porter sur Amiens pour libérer cette ville. Le 18, il fit évacuer Ham. Le 17 décembre, l'Armée du Nord regroupée, vint s'établir sur l'Hallue entre Bavelincourt et Daours. Il établit son quartier général à Corbie.

## Forces en présence

### Armée du Nord
Les forces française (environ 43 000 hommes) étaient scindées en deux corps d'armée :
- Le 22e avec deux divisions, celles du général Derroja et du général Du Dessol.
- Le 23e avec également deux divisions celles du contre-amiral Moulac et du général Robin.

Les formations cantonnèrent dans tous les villages situés sur la rivière et des avant-postes furent placés sur une ligne passant par les bois de Saint-Gratien, d'Allonville et de Querrieu (La Gorgue)
,,.

### Armée prussienne
Le général Manteuffel, commandait l'armée prussienne. Il arriva à Amiens le 20 décembre. Le général von der Gœben commandait les 22 500 soldats du VIIIe corps d'armée prussien qui combattit à Amiens, sur l'Hallue et Bapaume.
Le général von Gœben plaça :
- la 32e brigade, du général de Rex, à Amiens ;
- la 31e brigade était arrivée à Sains-en-Amiénois et l'artillerie de corps était à Ailly-sur-Noye ;
- la 15e division d'infanterie, du général Kummer, était stationnée le long de La Luce ;
- la cavalerie du lieutenant général Graf von der Gröben était en flanc-garde entre Rosières-en-Santerre et Chaulnes.

### Position des armées

#### Positions de l'armée française
Le 19 décembre les positions étaient les suivantes :
- La 1re division occupe Vadencourt, Bavelincourt, Beaucourt-sur-l'Hallue et Béhencourt, tenant ainsi la route d'Arras.
- La 2e division tenant Fréchencourt, Querrieu, Pont-Noyelles, Bussy-lès-Daours, Daours et Vecquemont.
- La 3e division était en réserve ; sa première brigade gardait la Somme à Corbie et Fouilloy et détacha un régiment à Lahoussoye.
- Une 4e division, en formation, fut mise en réserve autour de Corbie.

#### Positions de l'armée prussienne
Le général Manteuffel, donna l'ordre d'attaquer le 23 décembre à 8 heures :
- La 15e division devait attaquer droit sur l'Hallue, suivant un axe matérialisé par les routes d'Albert et de Corbie.
- La 16e division, empruntant les chemins au nord de la route d'Arras, devait déborder l'aile droite des troupes françaises.
- Une brigade d'infanterie fut gardée en réserve.
- Une partie de la division de cavalerie dut assurer la liaison entre la 15e et la 16e division.
- Les renforts attendus devaient être lancés dans la bataille au fur et à mesure de leur arrivée.

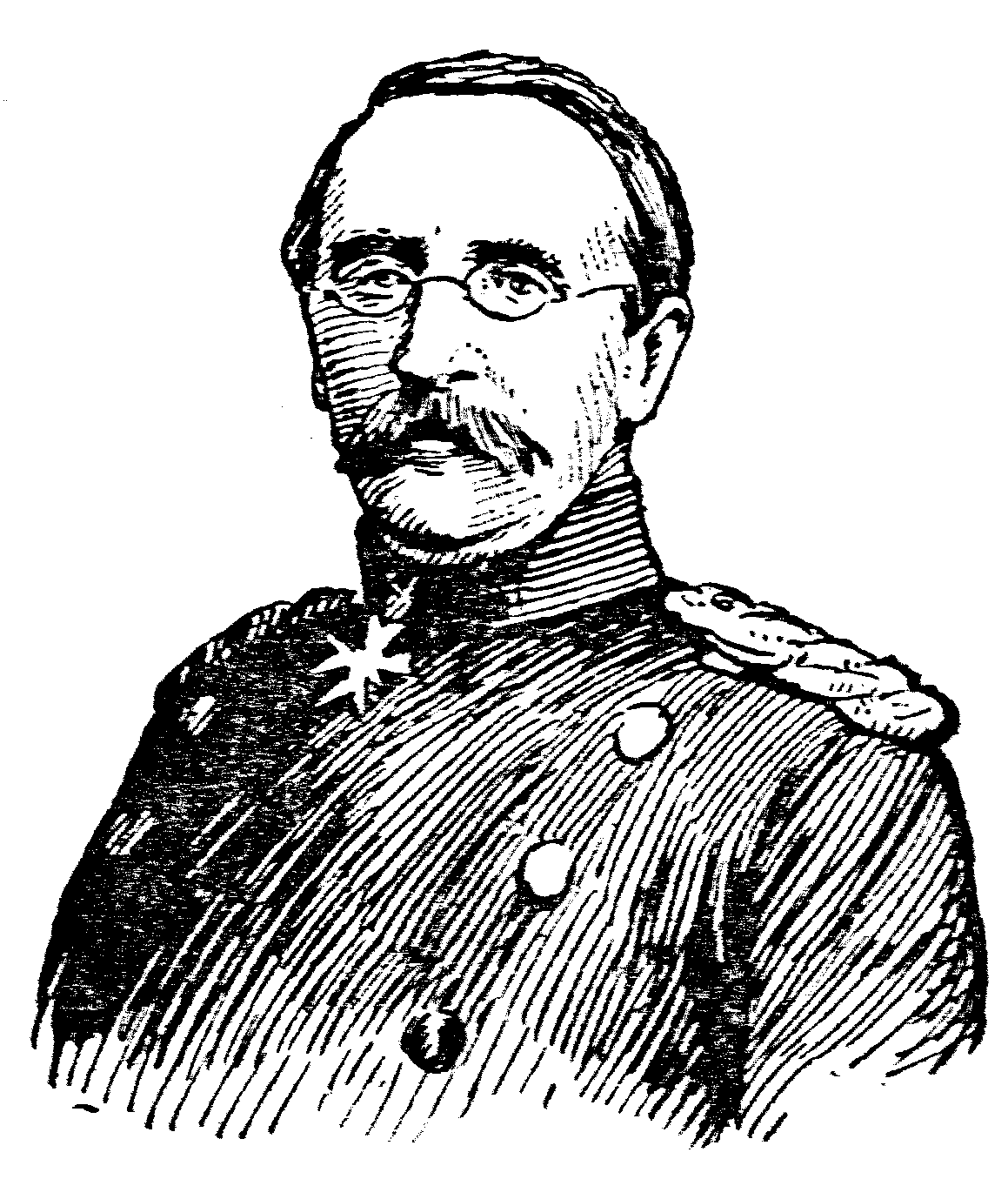
Général Karl von Goeben, commandant la 8e armée prussienne.
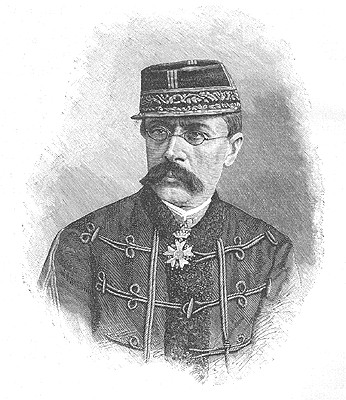
Général Faidherbe, portrait de 1860
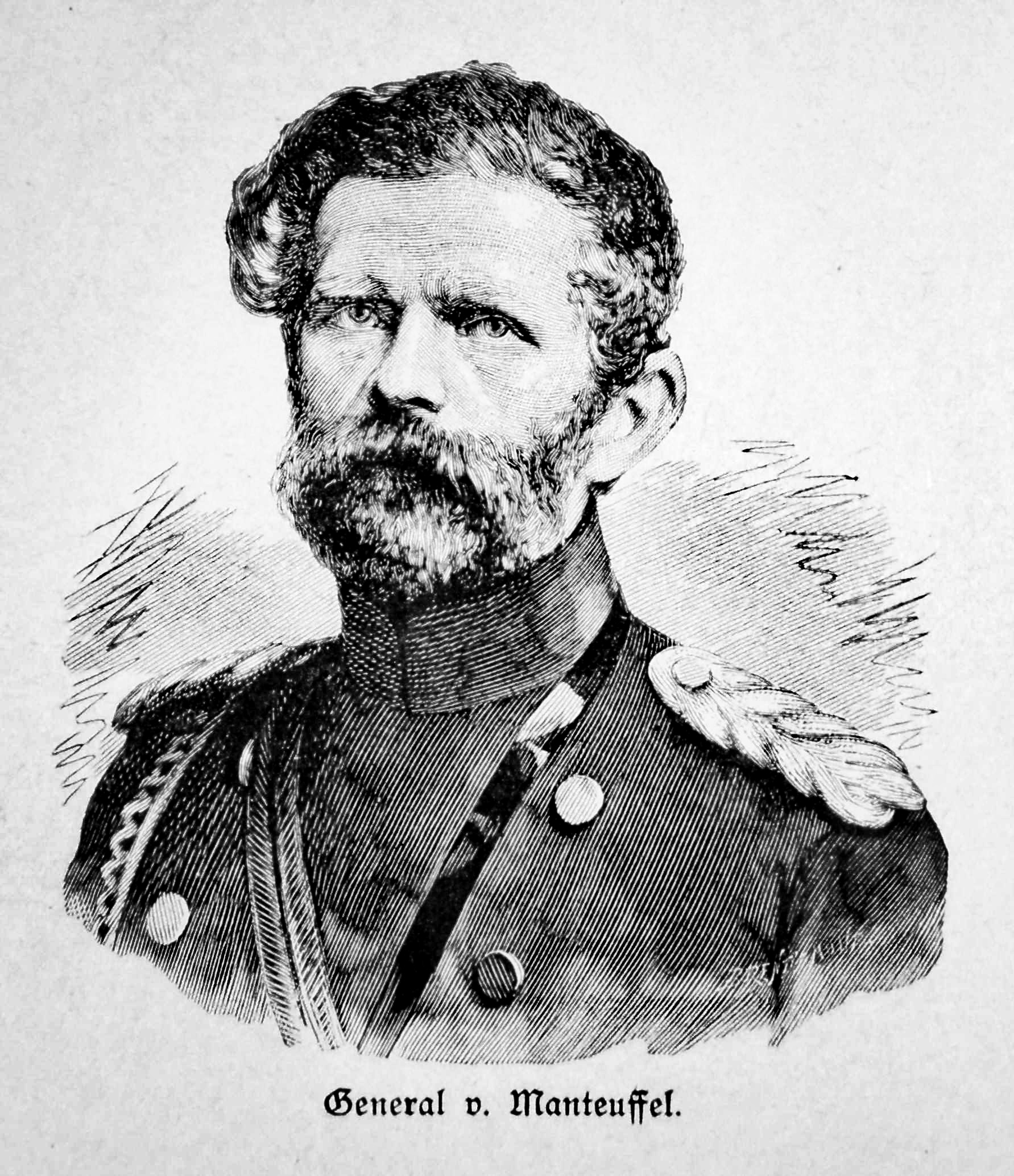
Général von Manteuffel, commandant le Corps prussien

## Armements

### Fusils
Les Français utilisent le Chassepot modèle 1866, se chargeant par la culasse avec cartouches en papier et balles de 11 mm.
Les Prussiens utilisent le Dreyze, créé en 1847, se chargeant par la culasse avec cartouches en papier et balles de 15 mm.

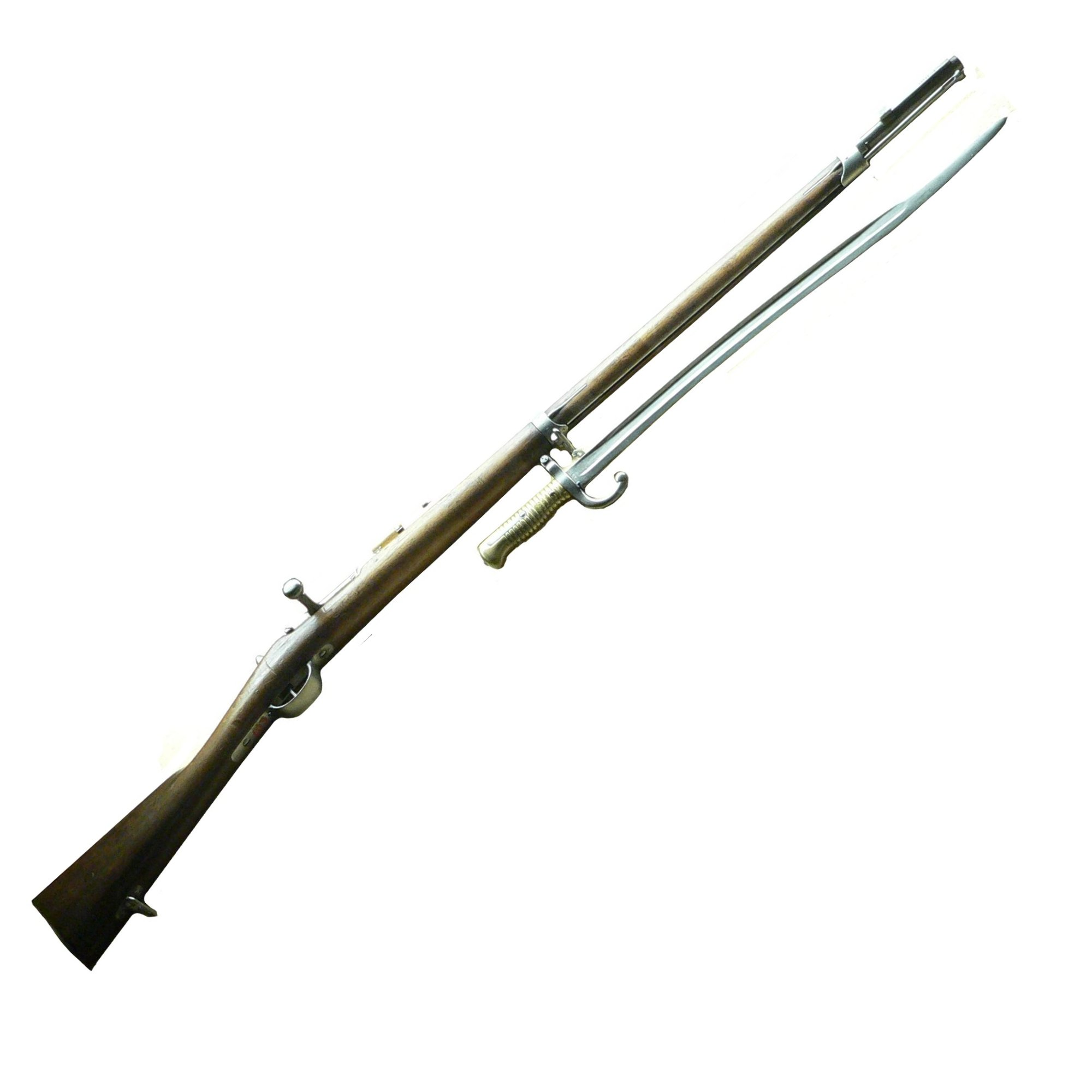
Fusil Chassepot, modèle 1866
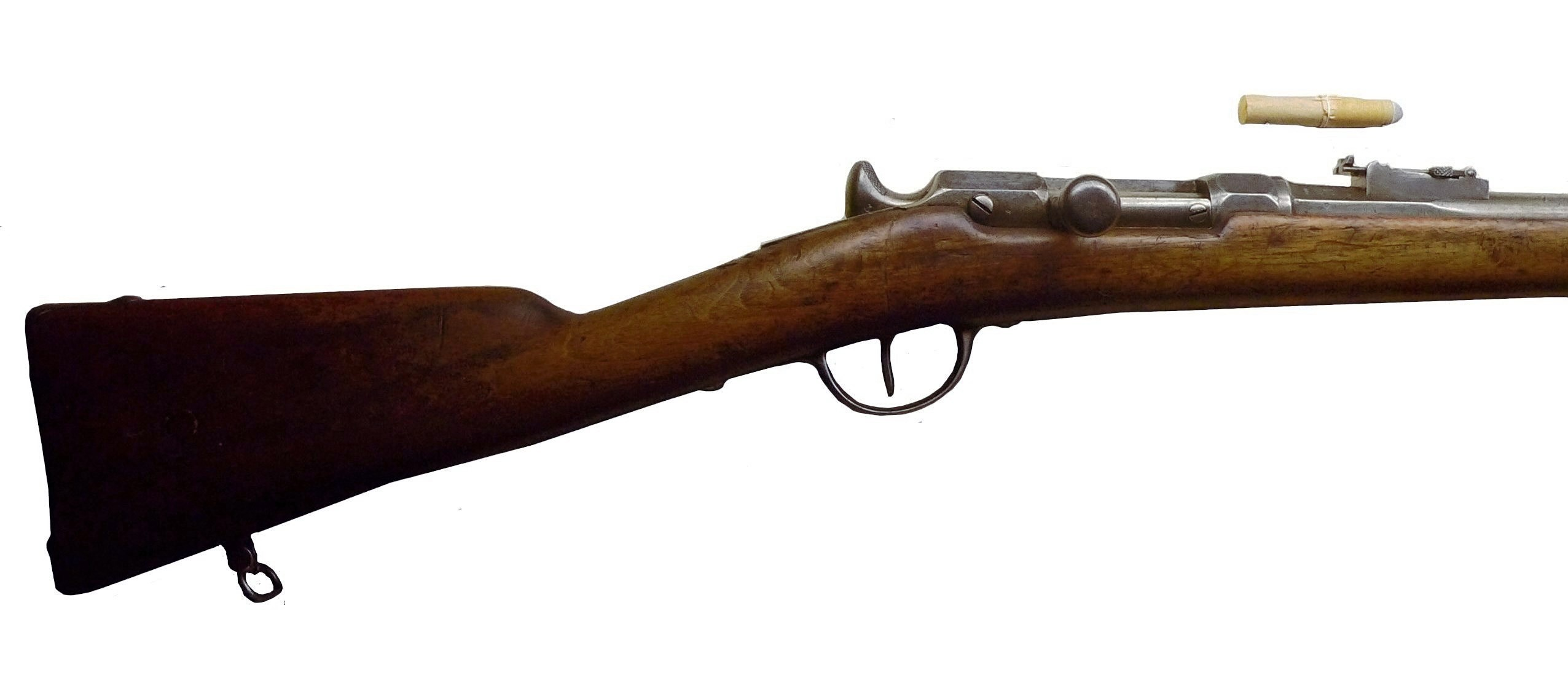
Chassepot : détail de la culasse et munition
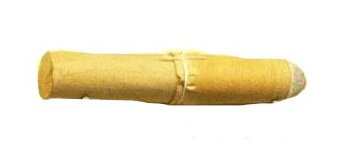
Chassepot : détail de la munition
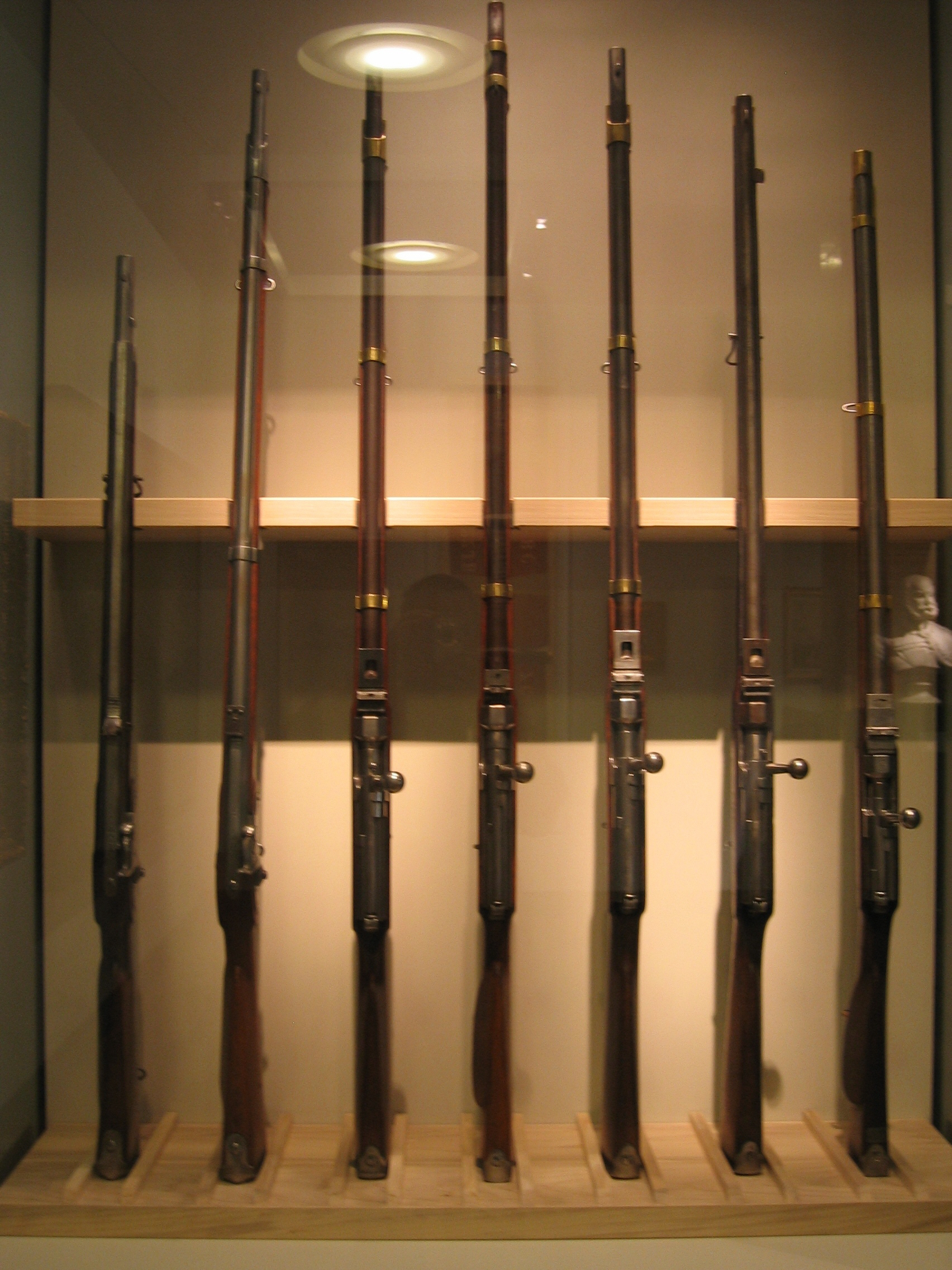
Série des fusils Dreyse. Le troisième à compter de la gauche est le premier de la série (1847)

### Canons
Les Français utilisèrent des canons en bronze de l'époque napoléonienne, se chargeant par la gueule et des canons à tubes en acier, modèle 1858. Ils utilisèrent aussi des canons à balles (mitrailleuses), pouvant projeter 25 balles.
Les Prussiens utilisèrent des canons Krupp se chargeant par la culasse et des obus à shrapnel.

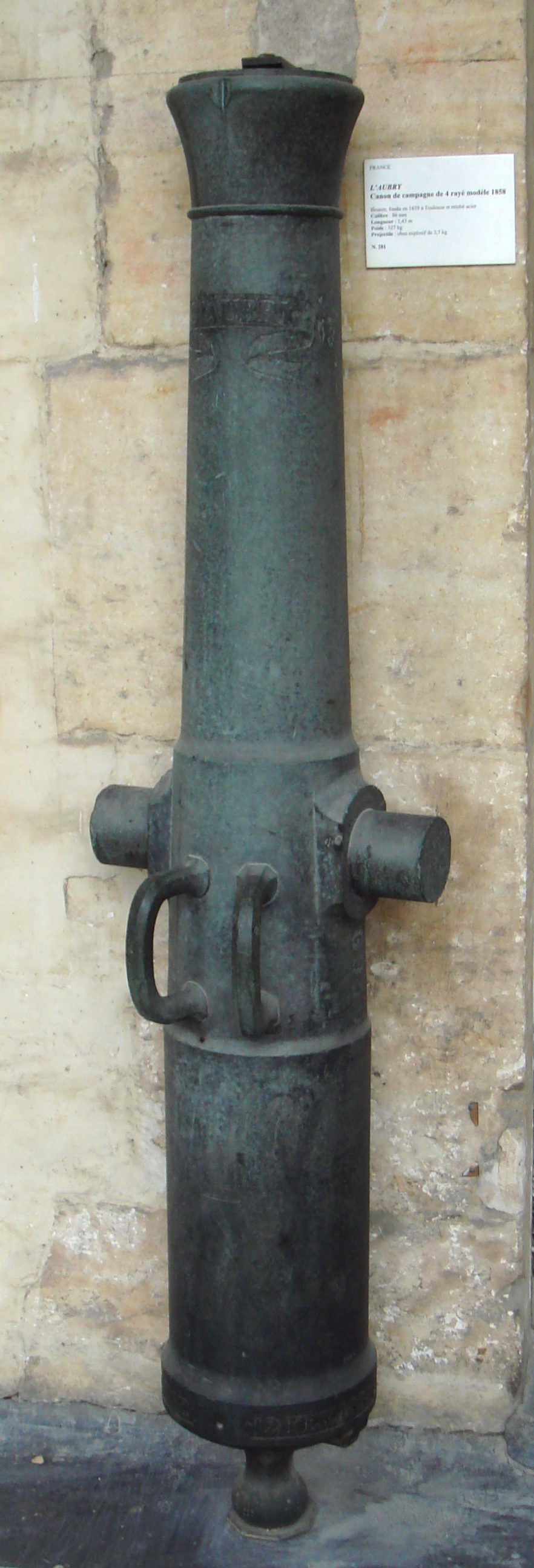
Canon de campagne à tube acier, modèle 1858
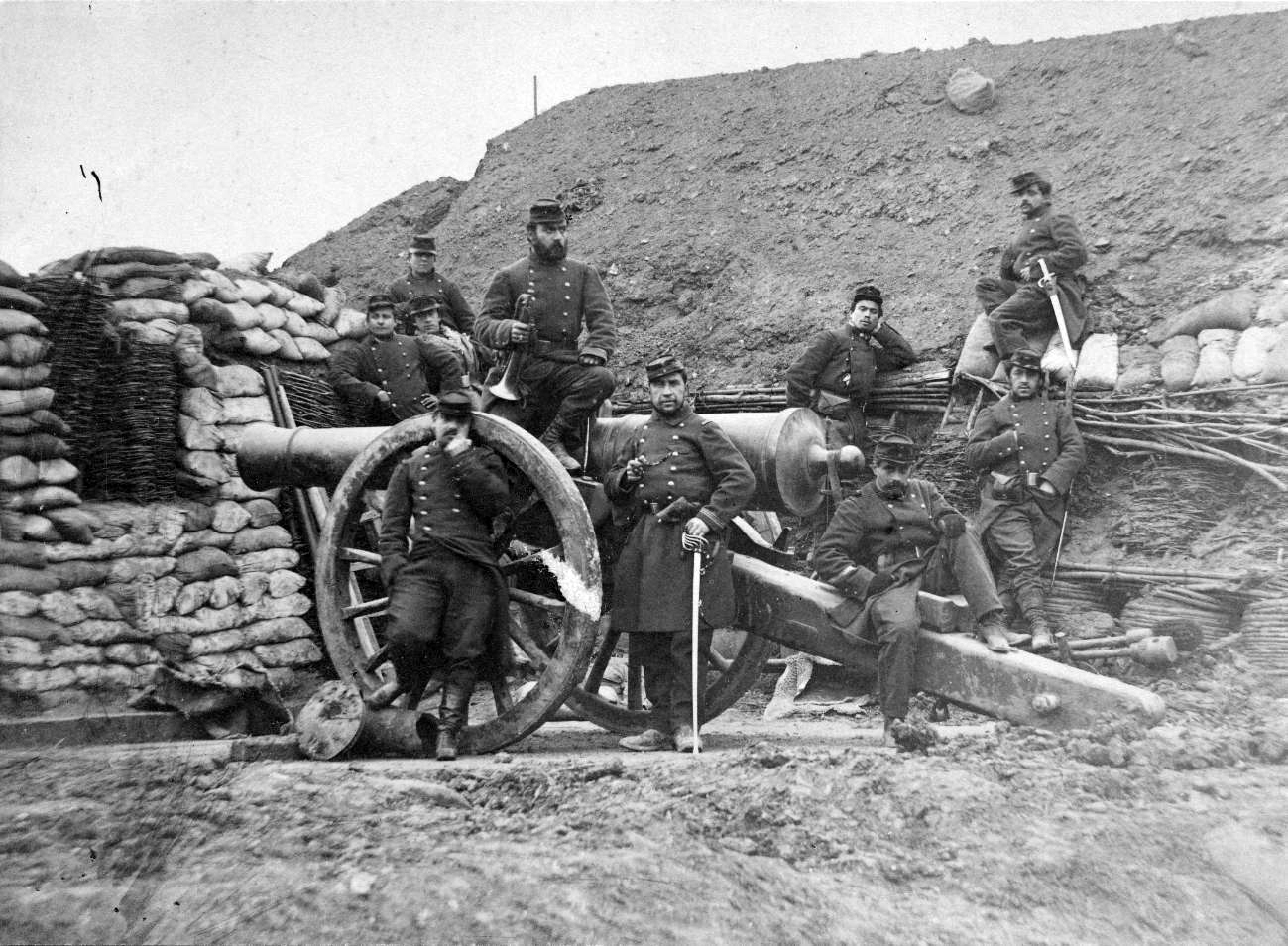
Canon en batterie
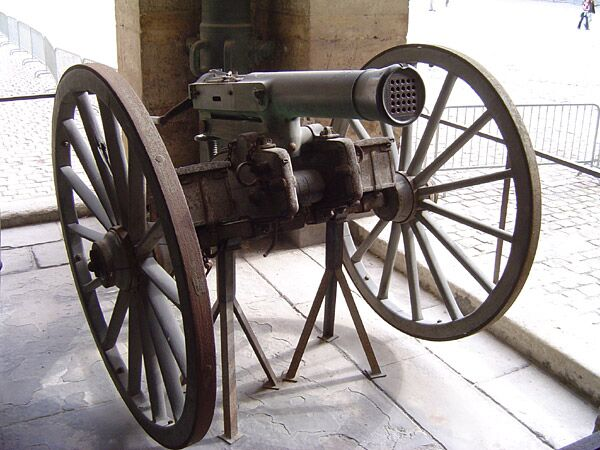
Canon à balles (mitrailleuse)

## Déroulement des combats

### Escarmouche à Querrieu du 20 décembre
Von Mirus, commandant la 6e brigade de cavalerie et qui était à Amiens depuis deux jours, envoya une reconnaissance forte d'un escadron de cavalerie, d'un bataillon et d'une batterie d'artillerie en direction de Querrieu. Arrivé aux lisières du bois de La Gorgue, à deux kilomètres en avant de Querrieu, ce fort détachement se heurta à un avant-poste français et, soutenu par son artillerie, engagea un long combat. Deux bataillons français réagirent avec vigueur, d'autant plus que le général du Bessol jeta trois compagnies partant de Bussy-lès-Daours sur le flanc droit de l'ennemi. Celui-ci se vit contraint au repli, d'abord sur la ferme des Alençons, puis sur Amiens. Dans cette affaire, il perdit trois officiers et soixante-neuf hommes tués ou blessés. Elle coûta sept morts et vingt blessés aux Français.

### Combats du 23 décembre
La bataille se déroula sur un front de 12 kilomètres de large et une profondeur de 4 à 5 kilomètres, sur un sol enneigé et par une température glaciale, aggravée par un vent assez fort soufflant du nord.

#### Offensive prussienne et contre-offensive française
Le 23 décembre à 8 heures du matin, le 8e corps d'armée prussien se mit en marche.
- La 15e Division reçut l'ordre de rejeter les troupes françaises au-delà de l'Hallue, mais de ne point s'aventurer sur la rive gauche tant que le mouvement débordant de la 16e Division, plus au nord, fit sentir. La 15e Division se dirigea donc vers Allonville, suivie de trois batteries à cheval et de l'artillerie de corps, puis elle obliqua à l'ouest en direction de Querrieu. Les avant-postes français se replièrent vers la rivière, donnant l'alarme aux troupes situées en arrière.
- La 29e brigade prussienne (von Bock) qu'accompagnèrent deux escadrons de hussards et deux batteries, suivant la route d'Albert qu'elle a rejoignit au bois de La Gorgue, se heurta vers 11 heures 15 au 18e bataillon de chasseurs qui, appuyé par trois batteries, tint Querrieu.
- Deux batteries prussiennes, bientôt renforcées par deux autres, furent mises en position au sud de la route d'Albert ; elles ouvrirent le feu et un duel particulièrement violent se déclenche, qui dura près d'une heure. Les Prussiens s'emparèrent du village. La lutte se poursuivit dans Pont-Noyelles que les chasseurs du 18e, soutenus par deux bataillons du 70e de marche, défendirent énergiquement. À la sortie est du village, les Prussiens furent stoppés, reçus par un feu nourri déclenché par les éléments de la brigade de Gislain, en position sur la rive gauche de l'Hallue.
- Pendant ce temps, plus au sud, le 20e bataillon de chasseurs de la brigade Fœrster, qui tenait le village de Bussy-lès-Daours, se vit l'objet d'une attaque concentrique exécutée par un bataillon venant du nord d'une part et deux compagnies plus un escadron de hussards venant de l'ouest par la Croix du Landy d'autre part. Vers 13 heures, ils durent évacuer le village. Dans l'après-midi, à l'ouest de la ligne Querrieu-Bussy, 42 pièces prussiennes s'opposèrent au même nombre de tubes français mis en position sur la rive gauche de l'Hallue.
- Ayant pris possession de Bussy-lès-Daours, les Prussiens se portèrent en nombre contre Vecquemont et y menèrent une vigoureuse attaque ; ils se heurtèrent à une résistance assurée par le 19e bataillon de chasseurs et les fusiliers marins de la brigade du capitaine de vaisseau Payen, qui furent appuyés à leur droite par la brigade Fœrster. Les Prussiens furent accueillis par une grêle de projectiles, et à 15 heures, ils furent encore cloués au sol dans l'impossibilité de progresser. Manteuffel qui se porta en personne sur les hauteurs dominant Querrieu à l'ouest, fit envoyer des renforts d'artillerie qui arrivèrent vers 16 heures. La brigade Payen, obligée d'évacuer Vecquemont, prit position sur la rive gauche de l'Hallue.
- À Pont-Noyelles, les Prussiens tentèrent vers 15 heures 30 de gravir les pentes est de la rivière, mais après une contre-attaque menée par un bataillon du 70e de marche et une compagnie 101e mobile commandée par le capitaine d'Hauterive, chargeant à la baïonnette, les Français reprirent Pont-Noyelles ; ils n'arrivèrent cependant pas à s'y maintenir.
- Plus au nord, la 30e brigade prussienne tentèrent de prendre Fréchencourt. Ce village tomba à son tour ; les Prussiens furent arrêtés par le feu du 18e bataillon de chasseurs et d'un bataillon de mobiles descendant du bois de Parmont. La Division Du Bressol tint les hauteurs.
- Au nord de Fréchencourt, la 16e Division prussienne de von Barnekow, partie d'Amiens sur la route de Doullens, se dirigea vers Poulainville et Rainneville sans qu'au cours de la matinée elle ait rencontré qui que ce soit. À 13 heures, le général von Gœben envoya au général von Barnekow l'ordre de se rabattre sur la droite. Ce dernier dirigea alors ses unités vers Beaucourt-sur-Hallue et Saint-Gratien.
- Lorsque la 31e brigade (von Gneisenau) qui vint de dépasser Saint-Gratien se disposa à se déployer, elle reçut l'ordre de se porter vers Montigny-sur-l'Hallue. C'est avec les éléments de la 2e brigade (Pittié) de la Division Derroja, que le combat s'engagea. Les premiers heurts se produisirent vers 15 heures. Les Prussiens s'emparèrent de Montigny, repoussèrent les Français sur Béhencourt ; ces derniers, dans leur retraite, détruisirent les points de passage sur l'Hallue, mais les Prussiens, sous un feu nourri, lancèrent une passerelle sur la rivière.
- Avec un renfort fourni par la 32e brigade (von Rex) les Prussiens occupèrent Beaucourt, Montigny, Béhencourt et Bavelincourt, pour se masser à l'ouest de Beaucourt, alors que son artillerie (6 batteries) prit position au nord de ce village. Cette dernière canonna, sans succès, l'artillerie française qui était en position dominante et trop éloignée.

#### Combats au crépuscule
A 16 heures, la nuit allait bientôt tomber. Les Prussiens tinrent la rive droite de l'Hallue et le village de Pont-Noyelles.
Le mouvement enveloppant qu'ils comptaient effectuer par le nord échoua et leurs troupes furent menacées par des forces françaises qui apparaissaient au sud-est de Contay, marchant sur Beaucourt ; c'était la brigade Aynes de la division Derroja.
Le général Faidherbe donna alors l'ordre d'attaque sur toute la ligne de front. Cette attaque se poursuivit de 16 à 18 heures :
- Au centre, le général Lecointe, ayant rassemblé toutes ses troupes encore organisées, lança une offensive sur Pont-Noyelles. Deux attaques successives furent menées, mais ses unités, le 18e bataillon de chasseurs et le 70e de marche, non habitués au combat de nuit, après une lutte corps à corps et à l'arme blanche, durent se retirer, d'autant que Manteuffel envoya sur place deux nouveaux bataillons en renfort pour soutenir ses unités attaquées.
- Au sud, la brigade Fœster parvint à franchir l'Hallue entre Querrieu et Bussy, mais elle fut stoppée par des renforts envoyés également par Manteuffel. Vers 17 heures, à Daours, la brigade Payen attaqua en direction de Vecquemont, mais elle fut arrêtée à son tour.
- À 19 heures, l'obscurité était totale. Les Prussiens occupèrent tous les villages de la vallée et s'y installèrent en cantonnements. L'armée française fut obligée de bivouaquer sur ses positions, de nuit, sur les hauteurs et en rase campagne. Le sol était couvert de neige, la température descendit jusqu'à 8° en dessous de zéro, un vent glacial soufflait sur le terrain sans nul obstacle.

### Mouvement de troupes du 24 décembre
Au matin du 24 décembre, les Allemands se retranchèrent sur la ligne de défense gagnée la veille. A 9 heures, l'artillerie française déclencha un tir sur Béhencourt, sans provoquer de réaction prussienne. Après l'échec des attaques françaises contre Contay et Beaucourt-sur-l'Hallue et une tentative d'encerclement du flanc gauche de l'armée prussienne à Vadencourt, les adversaires revinrent sur leurs lignes de départ; l'après-midi se passa sans combat.
Le général Faidherbe, prit la décision d'ordonner la retraite. Celle-ci, protégée par un rideau d'éléments retardataires, commença vers 14 heures.
Les Prussiens ne commencèrent la poursuite que le 25, alors que l'Armée du Nord était arrivée à Bapaume, où les combats reprirent le 3 janvier 1871.

## Lieux de mémoire des combats
- Pont-Noyelles :
  - La Colonne Faidherbe un monument a été érigé en 1873, en mémoire des combats, sur les hauteurs de Pont-Noyelles au lieu-dit La Bahotte d'où le général Faidherbe avait son poste de commandement et a dirigé les derniers combats. Jusqu'en 1913, des cérémonies commémoratives ont eu lieu sur le site, au jour anniversaire de la bataille, avec la participation des populations de Pont-Noyelles, Querrieu et des autres villages de la vallée, des enfants des écoles, des sociétés musicales et des personnalités administratives et politiques.

- - L'Ossuaire de Pont-Noyelles[4] situé en contrebas de la route Amiens-Albert, à l'entrée du village de Pont-Noyelles, qui regroupe des corps de militaires tués au cours de la bataille. Dans chacun des villages de la vallée, leurs corps reposent dans les cimetières communaux.
  - Cimetière communal : tombes de soldats
- Querrieu, cimetière communal : 
  - Ossuaire (fosse commune) surmonté d'une stèle et d'un calvaire, érigés en 1875, qui contient des corps de douze soldats français.
  - Une autre fosse contient les corps de dix-huit militaires prussiens.
- Corbie, dans le cimetière communal : 
  - Monument à l'Armée du Nord ;
  - tombes de soldats français et prussiens et ossuaire ;
- Fouilloy, dans le cimetière communal monument aux morts ;
- Daours, dans le cimetière communal, monument et ossuaire ;
- tombes collectives ou individuelles avec ou sans monuments dans les cimetières communaux de Bavelincourt, Beaucourt-sur-l'Hallue, Béhencourt, Bussy-lès-Daours, Corbie, Franvillers, Fréchencourt, Lahoussoye, Montigny-sur-l'Hallue, Vecquemont.
- Odonymie :
  - Pont-Noyelles, la Rue du 23-Décembre-1870, rappelle cet évènement.
  - Amiens, un des boulevards extérieurs porte le nom de « boulevard de Pont-Noyelles », en souvenir de la bataille.

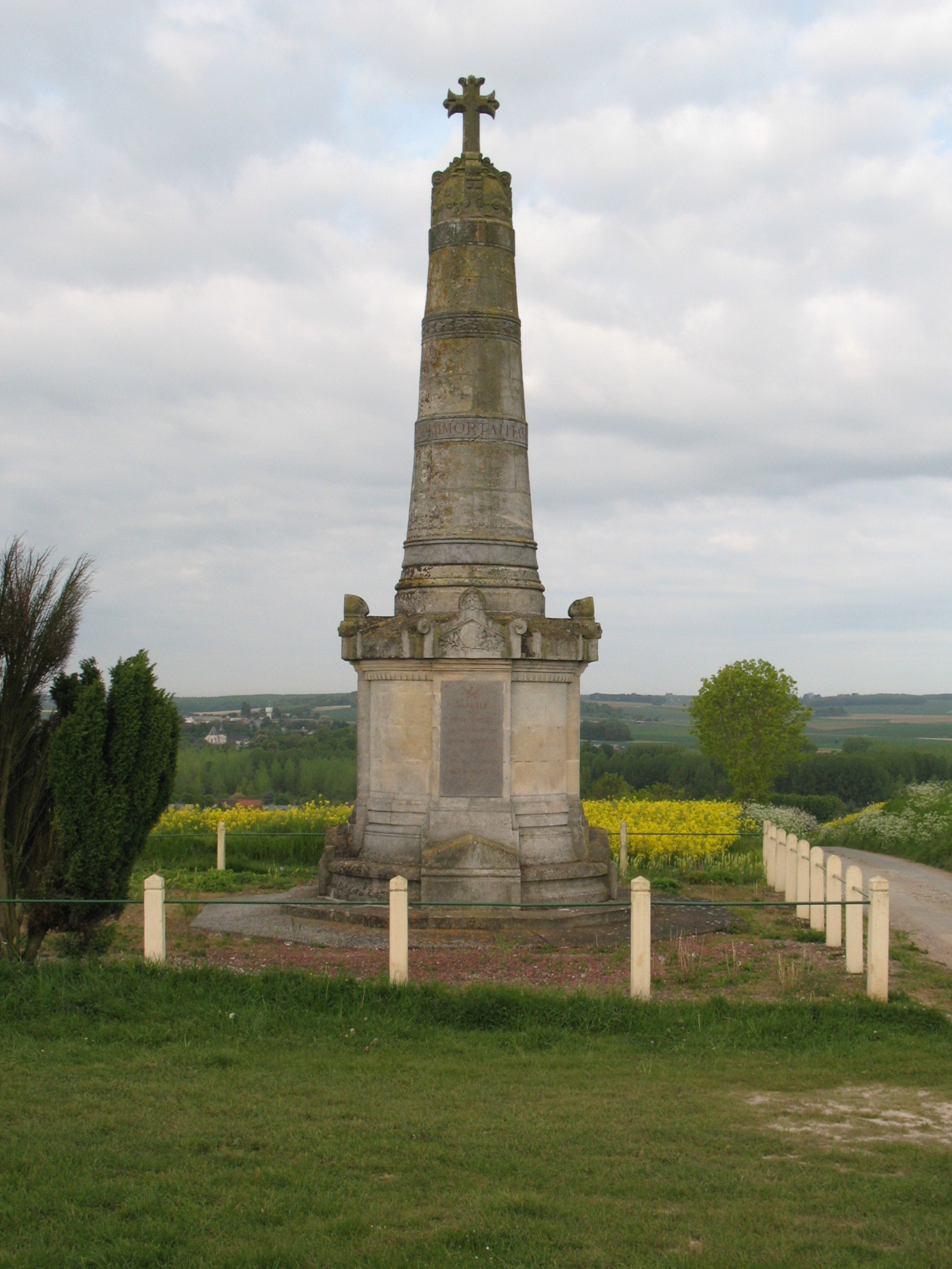
Colonne Faidherbe près de Pont-Noyelles
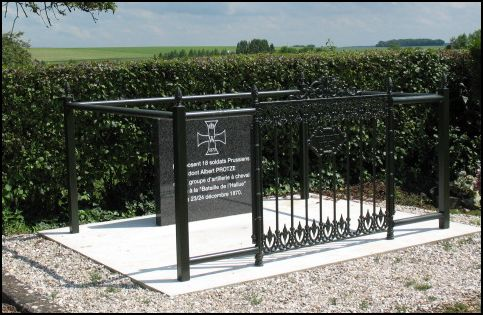
Ossuaire prussien à Querrieu
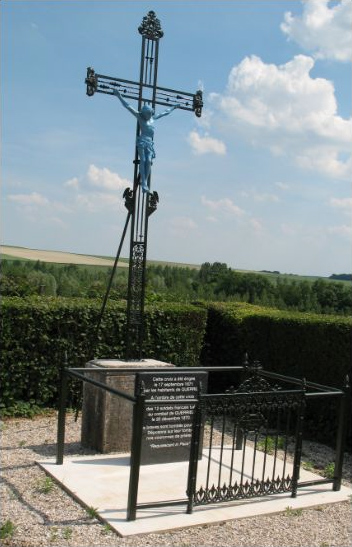
Ossuaire français à Querrieu

#### Ouvrages
- George Bruce, Harbottle's Dictionary of Battles. (Van Nostrand Reinhold, 1981)  (ISBN 0-442-22336-6).
- Arthur Chuquet, La Guerre 1870-71, Paris, Plon-Nourrit et Cie, 1901.
- Général Faidherbe, Campagne de l'Armée du Nord en 1870-1871, édition E. Dantu, Paris, 1871 - Lire sur Gallica.
- Adolphe Lécluselle, La Guerre dans le Nord (1870-1871), 1898, réédition, Colombelles, Éditions Corblet, 1996
- Pierre Milza, L'Année terrible, tome 1 La guerre franco-prussienne septembre 1870-mars 1871, Paris, Perrin, 2009  (ISBN 978 - 2 - 262 - 02 498 - 7)
- Léonce Rousset, Histoire générale de la Guerre franco-allemande, les armées de province, tome 5, édition Jules Tallandier, Paris, 1911 - Lire sur Gallica.
- Justus Scheibert: Der Krieg zwischen Deutschland und Frankreich, bearbeitet nach dem großen Generalstabswerk, Verlag Paulis Nachfolger, Berlin 1895, S. 240–243
- Friedrich Engels: Über den Krieg. Transkription eines Textes aus der The Pall Mall Gazette Nr. 1842 vom 7. Januar 1871.

#### Articles
- Gilles de Monclin "La bataille de l'Hallue", in Histoire et Traditions du Pays des Coudriers, No 21 pages 29 à 36.
- Georges Pierson "La bataille de Pont-Noyelles", in Histoire et Traditions du Pays des Coudriers, No 8 pages 37 à 42.